# Alphabet Anthropos
Cette page contient des caractères spéciaux ou non latins. S’ils s’affichent mal (▯, ?, etc.), consultez la page d’aide Unicode.
Pour les articles homonymes, voir Anthropos (homonymie).
L’alphabet Anthropos est un alphabet phonétique, basé sur l’alphabet standard de Lepsius, présenté en 1907 dans la revue Anthropos. Une version révisée en 1924 par le père Wilhelm Schmidt est présentée dans Lautzeichen und ihre Anwendung in verschiedenen Sprachgebieten de Martin Heepe (de) en 1928.

## Symboles
| labiodentales | dentales | dentales |   |   |   |   | palatales |   |   |   |   | gutturales | gutturales |
| ------------- | -------- | -------- | - | - | - | - | --------- | - | - | - | - | ---------- | ---------- |
| ụ̈             | ị        |          |   |   |   |   |           |   |   |   |   |            | ụ          |
| ü             |          | i        |   |   |   |   | ï         |   |   |   |   | u          |            |
| ü̱             |          |          | i̱ |   |   |   |           |   |   |   | u̱ |            |            |
| ọ̈             |          |          |   | ẹ |   |   |           |   |   | ọ |   |            |            |
| ö             |          |          |   |   | e |   | ë         |   | o |   |   |            |            |
| ö̱             |          |          |   |   |   | e̱ |           | o̱ |   |   |   |            |            |
|               |          |          |   |   |   |   | a         |   |   |   |   |            |            |

Dans la version de 1907 les symboles ‹ æ̱, ꬱ, ꜵ, œ, ꭀ, ꭐ, ꭑ › et leurs formes diacritées ne sont pas utilisés.
| labiodentales | dentales | dentales |   |   |   |   |   |   | palatales | palatales | palatales |   |   |   |   |   |   | gutturales | gutturales |
| ------------- | -------- | -------- | - | - | - | - | - | - | --------- | --------- | --------- | - | - | - | - | - | - | ---------- | ---------- |
| ꭐ̣ (ụ̈)         | ị        |          |   |   |   |   |   |   |           |           |           |   |   |   |   |   |   |            | ụ          |
| ꭐ (ü)         |          | i        |   |   |   |   |   |   |           | ꭑ (ï)     |           |   |   |   |   |   |   | u          |            |
| ꭐ̱ (ü̱)         |          |          | i̱ |   |   |   |   |   |           |           |           |   |   |   |   |   | u̱ |            |            |
| œ̣ (ọ̈)         |          |          |   | ẹ |   |   |   |   |           |           |           |   |   |   |   | ọ |   |            |            |
| œ (ö)         |          |          |   |   | e |   |   |   |           | ꭀ (ë)     |           |   |   |   | o |   |   |            |            |
| œ̱ (ö̱)         |          |          |   |   |   | e̱ |   |   |           |           |           |   |   | o̱ |   |   |   |            |            |
|               |          |          |   |   |   |   | æ̣ |   |           |           |           |   | ꜵ̣ |   |   |   |   |            |            |
|               |          |          |   |   |   |   |   | æ |           | ꬱ         |           | ꜵ |   |   |   |   |   |            |            |
|               |          |          |   |   |   |   |   |   | æ̱         |           | ꜵ̱         |   |   |   |   |   |   |            |            |
|               |          |          |   |   |   |   |   |   |           | a         |           |   |   |   |   |   |   |            |            |

|                 | exspirées  | exspirées  | exspirées  | exspirées  | exspirées  | exspirées  | exspirées | exspirées | exspirées  | exspirées  | exspirées  | exspirées  | exspirées | exspirées   | laryngales | inspirées |
|                 | orales     | orales     | orales     | orales     | orales     | orales     | orales    | orales    | orales     | orales     | orales     | orales     | nasales   | nasales     | laryngales | inspirées |
|                 | frontales  | frontales  | frontales  | frontales  | frontales  | frontales  | frontales | frontales | latérales  | latérales  | latérales  | latérales  | nasales   | nasales     | laryngales | inspirées |
|                 | explosives | explosives | affriquées | affriquées | fricatives | fricatives | liquides  | liquides  | explosives | explosives | fricatives | fricatives | nasales   | nasales     | laryngales | inspirées |
| aspirées        | h          |            |            |            |            |            |           |           |            |            |            |            |           |             |            |           |
| laryngales      | ʼ          | ɛ          |            |            |            |            |           |           |            |            |            |            |           |             |            |           |
| pharyngales     | ḥ          |            |            |            |            |            |           |           |            |            |            |            |           |             |            |           |
| postgutturales  | ḳ          | g̣          | ḳ̌=ḳx̣       | g̣=g̣ĳ̣       | x̣          | ĳ̣          | ꭉ̣, ꭊ̣      | ł̣         |            |            |            |            | ꬻ̣         |             |            |           |
| médiogutturales | k          | g          | ǩ=kx       | g=gĳ       | x          | ĳ          | ꭉ, ꭊ      | ł         | k̪=kʴ       | g̪=gʴ       | x̪=xʴ       | y̪=yʴ       | ꬻ         | k̰, g̰=kⁿ, gⁿ | k̓, kʼ      | ʞ         |
| prégutturales   | k̯          | g̯          | ǩ̯=k̯x̯       | g̯=g̯ĳ̯       | x̯          | y          | ꭉ̯, ꭊ̯      | ł̯         |            |            |            |            | ꬻ̯         |             |            |           |
| palatales       | (c)        | (j)        | č=cš=tš    | ǰ=jž=dž    | š          | ž          | (ř, ꭈ̌)    | (ľ)       | (ň, ń)     |            |            |            |           |             |            | ɔ         |
| postdentales    | ṭ          | ḍ          | ṭ̌=ṭṣ       | ḍ̌=ḍẓ       | ṣ          | ẓ          | ṛ, ꭈ̣      | ḷ         |            |            |            |            | ṇ         |             |            |           |
| emphatiques     | t̤          | d̤          | ť̤=t̤s̤       | ď̤=d̤z̤       | s̤          | z̤          | r̤, ꭈ̤      | l̤         |            |            |            |            | n̤         |             |            |           |
| médiodentales   | t          | d          | ť=ts       | ď=dz       | s          | z          | r, ꭈ      | l         | t̪=tʴ       | d̪=dʴ       | s̪=sʴ       | z̪=zʴ       | n         | t̰, d̰=tⁿ, dⁿ | t̓, tʼ      | ʇ         |
| prédentales     | t̯          | d̯          | ť̯=t̯s̯       | ď̯=d̯z̯       | s̯          | z̯          | r̯, ꭈ̯      | l̯         |            |            |            |            | n̯         |             |            |           |
| labiodentales   |            |            |            |            | f          | v          |           |           |            |            |            |            |           |             |            |           |
| labiales        | p          | b          | p̌=pf       | b̌=bw       | ꞙ          | w          |           |           |            |            |            |            | m         | p̰, b̰=pᵐ, bᵐ | p̓, pʼ      | p         |
| labiogutturales |            |            |            |            |            |            |           |           |            |            |            |            | ꬺ         |             |            |           |

Dans la version de 1907: 
- la fricative bilabiale sourde est notée ‹ ﬀ › ou ‹ f̠ › au lieu de ‹ ꞙ › ;
- une consonne latérale entre le r et le l est notée avec ‹ 𝼑 ›, un l avec le crochet du r.

## Utilisation
L’alphabet Anthropos de 1907 est principalement utilisé dans la revue Anthropos, par exemple dans la description du monguor d’Antoine Mostaert et A. de Smedt publiée en 1929 et 1930.
Mostaert et de Smedt utilisent une transcription proche mais différente dans la grammaire et le dictionnaire monguor, ou dans le dictionnaire ordos de Mostaert publié en 1941-1944.